# Ionosphärenheizer
Ein Ionosphärenheizer oder eine Hochfrequenz-Ionosphärenpumpe ist eine Heizanlage für das magnetisierte Plasma in der Ionosphäre. Sie besteht aus einem starken Radiowellensender auf der Erdoberfläche zur Bestrahlung des Plasmas.

## Beschreibung
Solche Anlagen werden für die Untersuchung von Plasmaturbulenzen der Ionosphäre und der oberen Atmosphäre genutzt. Das Bestrahlen der Ionosphäre verursacht eine Aufheizung des dortigen magnetisierten Plasmas hauptsächlich durch die sogenannte obere Hybridresonanz (siehe auch Plasmaoszillation), über die die Elektronen aufgeheizt und dadurch Ionen beschleunigt werden. Die Anlagen senden mit einem Steilstrahlantennenfeld im Kurzwellenbereich (3 bis 30 MHz), in dem Radiowellen von der Ionosphäre zum Boden zurückgeworfen werden. Mit ihnen kann vom Boden aus bedingt steuerbar eine Reihe von Plasmaturbulenz-Phänomenen hervorgerufen werden, wenn die Ionosphäre von sich aus ruhig und nicht durch Magnetfeldstörungen beeinflusst ist. Diese aktive Forschungsmethode ergänzt passive Beobachtungen natürlich hervorgerufener Phänomene bei der Erforschung der Ionosphäre und oberen Atmosphäre.
Die erforschten Plasmaturbulenz-Phänomene umfassen verschiedene Arten von nichtlinearen Welleninteraktionen, bei denen sich verschiedene Wellen im Plasma überlagern und mit den gesendeten Radiowellen wechselwirken, Entstehung und Aufbau von faserartigen Plasmastrukturen sowie Elektronenbeschleunigung. Die Turbulenz kann mittels inkohärentem Rückstreuungsradar beobachtet werden, indem ihre schwachen elektromagnetischen Ausstrahlungen oder sichtbare Lichtemissionen gemessen werden. Die sichtbaren Emissionen ergeben sich aus der Erregung der atmosphärischen Atome und Moleküle durch Elektronen, die in der Plasmaturbulenz beschleunigt wurden. Da dieser Vorgang derselbe ist wie bei den Polarlichtern, wurden die sichtbaren Emissionen mitunter auch als künstliche Nordlichter bezeichnet, wobei empfindliche Kameras zum Nachweis benötigt werden, was bei echten Polarlichtern nicht der Fall ist.
Ionosphärenheizer müssen ausreichend stark sein, um die Untersuchung von Plasmaturbulenzen zu ermöglichen, wobei jegliche eindringende Radiostrahlung die Ionosphäre beeinflusst, indem sie die Elektronen beschleunigt. Obwohl die Forschungsanlagen starke Sender haben, bleibt der Energiefluss in der Ionosphäre bei der stärksten Anlage (HAARP) unter 0,03 W/m2. Dies ergibt eine Energiedichte in der Ionosphäre, die weniger als ein Hundertstel der gewöhnlichen thermischen Energiedichte des ionosphärischen Plasmas beträgt. Der Energiefluss kann auch mit dem der Sonnenstrahlung an der Erdoberfläche verglichen werden, der etwa 1500 W/m2 beträgt. Während Polarlichtaktivität können im Allgemeinen keine ionosphärischen Effekte von Ionosphärenheizern ausgelöst werden, weil die Strahlung großteils von der natürlich erregten Ionosphäre geschluckt wird.
Dass Radiowellen die Ionosphäre beeinflussen, wurde schon in den 1930er Jahren mit dem Luxemburgeffekt entdeckt. Seit den frühen 1970er Jahren wird mit Ionosphärenheizern experimentiert.

## Aktive Ionosphärenheizer
- die Anlage auf der Ramfjordheide nahe Tromsø in Norwegen, betrieben von der European Incoherent Scatter Scientific Association (EISCAT), fähig zu einer Strahlungsleistung von 1,2 MW beziehungsweise über 1 GW[5][6] effektive Strahlungsleistung (ERP)
- Space Plasma Exploration by Active Radar (SPEAR)[7] ist eine Anlage, die vom University Centre in Svalbard (UNIS) neben den EISCAT-Anlagen bei Longyearbyen auf Svalbard betrieben wird, fähig zu einer Strahlungsleistung von 192 kW beziehungsweise 28 MW ERP.
- die Sura-Anlage in Wassilsursk nahe Nischni Nowgorod in Russland, fähig zu einer Strahlungsleistung von 750 kW beziehungsweise 190 MW ERP
- die Anlage des High Frequency Active Auroral Research Program (HAARP) nördlich von Gakona (Alaska), fähig zu einer Strahlungsleistung von 3,6 MW beziehungsweise 4 GW ERP
- HIgh Power Auroral Stimulation Observatory (HIPAS) nordöstlich von Fairbanks, Alaska, fähig zu einer Strahlungsleistung von 1,2 MW beziehungsweise 70 MW ERP